# Enchantment of the Seas
O Enchantment of the Seas é um navio de cruzeiros operado pela companhia norte-americana Royal Caribbean International.